# HMS Tabard
Le HMS Tabard (pennant number : P342) est un sous-marin du troisième groupe de la classe T en service dans la Royal Navy. Construit au chantier naval Scotts Shipbuilding and Engineering Company à Greenock, il est lancé le 21 novembre 1945. Lancé après la guerre, il a été sélectionné, avec des bateaux de sa classe, pour expérimenter des techniques hydrodynamiques basées sur les sous-marins allemands U-Boot type XXIII.
En mai 1963, il est impliqué dans une collision avec le HMAS Queenborough. Le 10 février 1964, il mène des exercices avec les HMAS Melbourne et HMAS Voyager dans les heures précédant leur collision. Lorsqu’il est rentré au Royaume-Uni, il est devenu le sous-marin d’entraînement statique de l’établissement côtier HMS Dolphin, jusqu’en 1974, date à laquelle il a été vendu et démantelé.

## Conception
Les sous-marins de la classe S, quoique très réussis, se sont avérés trop petits pour des opérations lointaines. Il fallut mettre en chantier la classe T, également très réussie, qui avait 21 mètres de longueur en plus et un déplacement de 1 000 tonnes. Alors que les bâtiments de la classe S avaient seulement six tubes lance-torpilles d'étrave, ceux de la classe T en avaient huit, dont deux dans un bulbe d'étrave, plus deux autres dans la partie mince de la coque au milieu du navire.
Le HMS Tabard avait été commandé à l’origine à Vickers-Armstrongs à Barrow-in-Furness, mais la commande a été transférée à Scotts Shipbuilding and Engineering Company à Greenock. Commandé sous le pennant number P 342, il a été baptisé Tabard en mai 1943, d’après le Tabard, la robe officielle d’un héraut. Il est le seul navire de la Royal Navy à avoir porté ce nom,. Sa quille fut posée le 6 septembre 1944. Il fut lancé le 21 novembre 1945, et achevé le 25 juin 1946.
C’était l’un des quatorze navires commandés dans le cadre du Programme de 1942, et l’un des cinq qui ont été achevés. Contrairement à certains des navires antérieurs de sa classe, il n’était pas équipé d’un canon de 4 pouces muni d’un bouclier complet, mais plutôt d’un affût de canon ouvert standard. Plus à l’arrière, il y avait un canon de 20 mm Oerlikon qui avait été modifié pour les navires en faisant des trous dans le piédestal pour l’évacuation de l’eau. Comme il faisait partie du troisième groupe, sa coque était entièrement soudée, ce qui augmentait sa profondeur maximale de plongée, portée à 350 pieds (110 m).
À la suite d’essais effectués par la marine britannique sur des sous-marins allemands de type XXIII après la guerre, l’Amirauté a décidé de modifier huit sous-marins de classe T pour agrandir les batteries, augmenter la puissance des moteurs et rendre les coques plus hydrodynamiques. En 1950, la coque épaisse du Tabard a été coupée à l’extrémité arrière de la salle des machines et le sous-marin a été rallongé de 20 pieds (6,1 m). Cela a donné assez d’espace pour ajouter un compartiment de batteries supplémentaire et une deuxième paire de moteurs électriques. Le système de propulsion est passé de la transmission directe à la transmission Diesel-électrique. Avec le HMS Trump, le HMS Tabard était l’un des deux navires qui ont été encore modifiés en intégrant leur pont dans un massif simplifié. D’autres améliorations hydrodynamiques ont été apportés à la coque, tous les raccords extérieurs ayant été retirés, y compris les tubes lance-torpilles et le canon externes. Les périscopes, les mâts radar, le mât du schnorchel et le mât TSF ont tous été intégrés au nouveau massif du pont.

## Engagements
Le HMS Tabard fut mis en service après la fin de la Seconde Guerre mondiale, d’abord pour des missions en mer Méditerranée. En mars 1949, il est l’un des nombreux navires à participer à l’opération Two Step, un exercice d’entraînement qui combine la majeure partie de la Home Fleet (flotte métropolitaine) avec la flotte de Méditerranée pour constituer la plus grande concentration de navires britanniques depuis l’opération Torch en novembre 1942.
Le 17 janvier 1950, avec le HMS Chequers portant le prince Philip, duc d’Édimbourg, il a escorté le HMS Surprise transportant l’amiral Sir Arthur Power pour rencontrer le roi Ibn Saoud d’Arabie saoudite pour des pourparlers à Djeddah. Lors de son carénage à Malte en juin 1950, il a été endommagé par des câbles électriques installés par un ouvrier mécontent. Les médias britanniques ont mentionné cet incident un peu plus d’un mois plus tard, en attribuant par erreur les dommages au HMS Teredo. Le 18 décembre 1950, il secourut Roi Wilson, qui devint plus tard capitaine du Royal Naval College de Greenwich, après que lui et son observateur James Hawker aient fait un amerissage forcé avec leur Fairey Firefly.
En 1960, les HMS Tabard, Taciturn et Trump rejoignent la 4e flottille de sous-marins à Sydney, en Australie. Ils y opèrent avec des unités de la Flotte d’Extrême-Orient, de la Royal Australian Navy et de la Royal New Zealand Navy. Le HMS Tabard subit un carénage à l’arsenal de l’île Cockatoo, à Sydney, entre le 9 janvier 1961 et le 26 mars 1962, devenant ainsi le premier sous-marin devant y être réaménagé. En avril 1963, il est entré en collision avec un quai à Brisbane, endommageant son équipement sonar ASDIC.
Le 8 mai, le HMS Tabard a été impliqué dans une autre collision mineure avec la frégate HMAS Queenborough de la Royal Australian Navy, après une semaine d’exercices anti-sous-marins. Le HMS Tabard était à une profondeur périscopique lorsque le Queenborough est passé au-dessus de lui, tordant la dérive du sous-marin ainsi que la quille et l’hélice bâbord de la frégate,. Les deux navires ont pu rentrer à Sydney en toute sécurité, où ils ont accosté à la base navale HMAS Kuttabul pour y être réparés.
Le 10 février 1964, le HMS Tabard participe à des exercices anti-sous-marins avec le porte-avions HMAS Melbourne et le destroyer HMAS Voyager, finissant à 18 heures ce jour-là. Moins de trois heures plus tard, le Voyager passa sous la proue du Melbourne. Il fut coupé en deux et coulé, tuant 82 membres de son équipage dans ce qui allait devenir l’incident du Voyager. Plus tard cette année-là, en juin, le HMS Tabard a participé à l’exercice anti-sous-marins NEWS EX dans le golfe de Hauraki, au large des côtes de la Nouvelle-Zélande.
Le HMS Tabard subit un second carénage à l’île Cockatoo entre le 9 octobre 1964 et le 10 décembre 1965, en raison des réparations considérables qu’il doit effectuer à ses ailerons, à ses caissons et à son système de désalinisation de l’eau de mer. Après la création de la 1re flottille de sous-marins australienne en 1967, la 4e flottille de sous-marins est rentrée au Royaume-Uni, mais les HMS Tabard et Trump sont restés un peu plus longtemps, à titre de prêt à la Royal Australian Navy. Le HMS Tabard est rentré au Royaume-Uni en mars 1968. Il a été amarré en permanence comme sous-marin d’entraînement statique à l’établissement côtier HMS Dolphin de 1969 à 1974, date à laquelle il a été remplacé par le HMS Alliance.
Le HMS Tabard a été le dernier sous-marin de classe T en service au sein de la Royal Navy, bien que non opérationnel. Il est finalement vendu à la ferraille le 2 janvier 1974 et arrive au chantier de démolition le 14 mars 1974. Pendant sa carrière, il a passé deux ans en Méditerranée et huit ans en Australie, couvrant 253 349 milles (469 202 km).